# Persea oblongifolia
Persea oblongifolia är en lagerväxtart som beskrevs av Kopp. Persea oblongifolia ingår i släktet avokador, och familjen lagerväxter. Inga underarter finns listade i Catalogue of Life.